# Wallrothiella melanostigmoides
Wallrothiella melanostigmoides är en svampart som beskrevs av Feltgen 1903. Wallrothiella melanostigmoides ingår i släktet Wallrothiella, ordningen Coniochaetales, klassen Sordariomycetes, divisionen sporsäcksvampar och riket svampar.   Inga underarter finns listade i Catalogue of Life.
I den svenska databasen Dyntaxa används istället namnet Trichosphaeria melanostigmoides för samma taxon.  Arten är reproducerande i Sverige.